# Vajda Béla (rabbi)
Vajda Béla, született Wiener Bernárd (Hódmezővásárhely, 1861. október 17. – Losonc, 1926. április 9.) losonci főrabbi, író.

## Élete
Wiener Jónás szabómester és Klein Johanna (Minas) gyermekeként született. A régi izraelita népiskolában ismerkedett meg a betűvetés tudományával. Az iskola szegényes körülményeit ellensúlyozta Wilheim Frigyes fáradhatatlan tanítója. Tanulmányait a református főgimnáziumban folytatta. Az 1876/77-es tanévben sikeresen fejezte be az ötödik osztályt, majd a fővárosba költözött, ahol 1878 és 1888 között a budapesti Rabbiképzőben tanult, s közben egy évig a berlini Lehranstalt für die Wissenschaft des Judentums hallgatója volt. 
1887-ben Budapesten bölcsészdoktorrá avatták, majd egy évvel később rabbivá. Már szeminarista korában kitűnt a héber költők műveinek lefordításával. Híressé lettek Júda Halévi-műfordításai. Első rabbi állása a Pest-Pilis-Solt-Kiskun vármegyei Abonyban volt, ahol egy évtizedig töltötte be ezt a tisztséget. Feldolgozta a hitközség múltját, melyet könyvként is kiadtak. 1902-ben került Losoncra, ahol haláláig szolgálta gyülekezetét. Közben a tudomány és az irodalom területén is igyekezett maradandót alkotni. Könyvei, tanulmányai jelentek meg. A losonci főrabbi egyháztörténeti tevékenysége is számottevő. Nem állt tőle messze a világ zsidóságának sorsa sem.
Egy 1915-ben publikált cikkében a török birodalomban és Palesztinában élő zsidóság jövőjéről értekezett. Fontos kérdésekre kereste a választ: milyen sors vár a Szentföldre, gyökeret fog-e ott verni Jákob népe, virágozni fog-e újra Izrael? Az antant ígéretében az szerepelt, hogy győzelmük esetén újra létrehozzák a zsidó államot. Cikkei megjelentek a Magyar-Zsidó Szemle, az Izraelita Magyar Irodalmi Társulat (IMIT) Évkönyve, valamint a Múlt és Jövő című lapban.
Házastársa Breuer Paula volt, akivel 1889. március 31-én Budapesten kötött házasságot.

## Főbb művei
- Nágara Izráel (1886)
- A mózesi törvények észszerű megokolásának története (1887)
- A zsidók története Abonyban és vidékén (1896)
- Az ortodoxia küzdelmeiből a zsidóság múltjában (IMIT Évkönyve, 1897)
- Jókai és a zsidóság (1904)
- Ad res gestas temporis talmudici (1905)
- A zsidók és hazájuk (1910)
- A zsidó várvédők (Múlt és Jövő, 1914. december, 563–564. oldal)
- Az antant „zsidó országa” (Múlt és Jövő, 1915. július, 275–276. oldal)
- Szabolcsi Miksa (IMIT Évkönyv, 1916)
- Die Symbole des Judentums (1918)
- Rabindranath Tagore eszméi (1922)